# Andrew Pearce
Andrew Pearce (ur. 1 grudnia 1937 w Southport) – brytyjski polityk i menedżer, poseł do Parlamentu Europejskiego I i II kadencji.

## Życiorys
Syn Henry’ego Pierce’a i Evelyn Andrews, wychowywał się w Aughton. Od 1956 do 1958 odbywał służbę wojskową w Royal Air Force jako tłumacz języka rosyjskiego. Studiował ekonomię na Uniwersytecie w Newcastle i Durham University, uzyskując tytuł Master of Arts. Pomiędzy 1961 a 1974 menedżer w przedsiębiorstwach inżynieryjnych i budowlanych, następnie do 1979 pracownik Komisji Europejskiej odpowiedzialny za negocjacje dotyczące m.in. spraw celnych i branży tekstylnej. Był wiceprezesem stowarzyszenia proeuropejskich torysów Conservative European Forum, a także szefem grupy brytyjskich katolików w Belgii. Zasiadał w radach różnych instytucji i organizacji społecznych (m.in. National Museums Liverpool).
Wstąpił do Partii Konserwatywnej, był asystentem posła Charlesa Morrisona. W 1969 i 1970 bez powodzenia kandydował do Izby Gmin. W 1979 i 1984 wybierany posłem do Parlamentu Europejskiego. Przystąpił do frakcji Europejscy Demokraci. W 1989 nie uzyskał reelekcji.